# Éxtasis de la Magdalena (Luisa Roldán)
Éxtasis de la Magdalena, o Éxtasis de Santa María Magdalena, es una escultura de Luisa Roldán de terracota policromada creada hacia 1690.

## Descripción
Es un grupo escultórico, o alhaja de escultura, de 25 x 29 centímetros. Está realizado en barro cocido y policromado, colorido y con minucioso modelado. La policromía fue realizada por Tomás de los Arcos. En la composición, un ángel mancebo asiste a la santa en su tránsito místico.

## Historia
Fue realizada para decorar las residencias reales de los grandes nobles, durante su etapa como escultora de cámara en la Corte madrileña entre 1689 y 1706, durante los reinados de Carlos II y Felipe V.
En 2024, el Ministerio de Cultura adquirió esta escultura mediante subasta en Ansorena, procedente de una colección particular, para incorporarla a la colección del Museo Nacional de Escultura de Valladolid, al igual que hizo con otras obras de la artista como Cabalgata de los Reyes Magos en 2017, Virgen con el Niño y San Juanito en 2019 y Virgen con el Niño en 2021.
La Sociedad Hispánica de América de Nueva York conserva una segunda versión de esta misma pieza, que cuenta con algunas diferencias formales, como la presencia de dos ángeles mancebos en lugar de uno.